# Страдыньш, Янис Павлович
Я́нис Стра́дыньш (латыш. Jānis Stradiņš, в русском написании также Страдиньш, Страдынь; по документам советского времени Ян Павлович Страдынь; 1933—2019) — советский и латвийский учёный в области физико-органической химии; профессор, действительный член и президент (1998—2004) Академии наук Латвии. Историк латвийской науки.

## Биография
Родился 10 декабря 1933 года в Риге, сын академика Павла Страдыньша.
Закончил рижскую среднюю школу № 5, поступил на химический факультет Латвийского государственного университета, который окончил в 1956 году.
С 1961 года Янис Страдыньш работал в Институте органического синтеза Академии наук Латвийской ССР. Здесь создал лабораторию физико-органической химии, которую возглавлял до 2006 года.
С 1972 по 1976 годы преподавал в Латвийском университете, став в 1974 году профессором.
В 1990-х годах работал в Институте истории Латвии, с 1992 года — в Рижском университете имени Страдыня.
C 1975 по 1985 годы был главным редактором международного журнала «Химия гетероциклических соединений».
С 1996 по 1998 годы был вице-президентом Академии наук Латвии, с 1998 по 2004 годы — её президентом.
В 1992 году Янис Павлович стал одним из учредителей Латышско-Балтийско-немецкого культурного общества Domus Rigensis вместе  с историком Гертом фон Пистолькорсом, юристом Дитрихом Андреем Лёбером, издателем журнала "Baltische Briefe" Вольфом фон Клейстом, специалистом по генеалогии Вилфридом Шлау, теологом Клаусом фон Адеркасом с немецкой стороны и историками Петром Крупниковым и Илгваром Мисансом, директором Рундальского музея Имантом Ланцманисом с латвийской стороны.   
В 2004 году Страдыньш был избран председателем сената Академии наук.
С 2006 года — председатель государственной программы исследований «Letonika», историк латвийской науки и культуры.

## Семья
Женат, супруга — Лайма Страдыня; дети — Паулс Страдыньш (профессор физики) и Петерис Страдыньш (кардиохирург).

## Заслуги и награды
- Янис Павлович является почётным доктором ряда латвийских учебных заведений, а также почётным членом зарубежных организаций.
- Награждён Большой медалью Академии наук Латвии (1983), орденом Трёх звёзд 2-й степени (1995) и Крестом Признания 1-й степени (2008).
- Среди его зарубежных наград — французский орден Почётного легиона (2001), эстонский орден Креста земли Марии 3 класса (2004)[5], и литовский орден «За заслуги перед Литвой» (2011)[6].
- Премия Балтийской ассамблеи в области науки (2010).

## Книги
Помимо 330 статей и 7 книг в области физико-органической химии, академик Страдыньш написал также 270 статей и 20 книг в области истории и других отраслей науки, техники и культуры.
- J. Stradiņš. H. Strods. Jelgavas Pētera akadēmija: Latvijas pirmās augstskolas likteņgaitas. Rīga: Zinātne, 1975. — 318 c.
- J. Stradiņš. Lielā zinātnes pasaule un mēs. Rīga: Zinātne, 1980. — 285 с.
- J. Stradiņš. Etīdes par Latvijas zinātņu pagātni. Rīga: Zinātne, 1982. — 393 с.
- R. Valters, J. Stradiņš. Organiskā ķīmija Latvijā. Rīga: Zinātne, 1985. — 92 с.
- J. Stradiņš. Lomonosovs un Latvija. Rīga: Zinātne, 1987. — 173 с.
- J. Stradiņš. Trešā atmoda: raksti un runas 1988.-1990. gadā Latvijā un par Latviju. Rīga: Zinātne, 1992. — 404 с.
- J. Stradiņš, K. E. Arons, A. Vīksna. Tāds bija mūsu laiks… — Rīga: Sprīdītis, 1996. — 491 с.
- J. Stradiņš. Latvijas Zinātņu akadēmijai 50 gadi. Rīga: Zinātne, 1998.
- Jānis Stradiņš. Zinātnes un augstskolu sākotne Latvijā. Rīga: Latvijas vēstures institūta apgāds, 2009. — 640 с. — ISBN 978-9984-824-13-0.
- J. Stradiņš. Zinātnes un augstskolu sākotne Latvijā. Rīga: Latvijas vēstures institūta apgāds, 2012. — 639 lpp.
- Я. Страдынь. Становление и развитие Латвийского института органического синтеза за 50 лет (1957—2006). / Химия гетероциклических соединений, 2007, Vol. 171.
- J. Stradins. 800 years of science in Riga, Latvia. Proc. Latv. Acad. Sci. (B), 2002, vol. 56, N 4/5, pp. 145–154. (англ.)
- J. Stradins. Science and scientist in Latvia: A historical perspective. Proc. Latv. Acad. Sci. (B), 2003, vol. 57, N 1/2, pp. 42–55. (англ.)

## Сотрудничество с КГБ[источникне указан 1631 день]
20 декабря 2018 года Национальный архив Латвии опубликовал часть ранее засекреченных документов КГБ Латвийской ССР. В числе агентов КГБ значится зав. лабораторией Института оргсинтеза АН ЛССР Страдыньш Янис Павлович, завербованный 18 марта 1976 года сотрудником I отдела (разведка). Оперативный псевдоним учёного был «Эгле». На момент публикации в документах архива не раскрывались обстоятельства вербовки и степень реального сотрудничества со спецслужбой.